# Équipe de Nouvelle-Zélande de rugby à XV à la Coupe du monde 2011
L'équipe de Nouvelle-Zélande de rugby à XV dispute la coupe du monde de rugby à XV 2011 à domicile et donc, fait office de grande favorite pour sa septième participation en autant d'épreuves.

## Contexte
Les All Blacks terminent deuxième du tri-nations qui sert de tournoi préparatoire pour la coupe du monde.

## Liste des sélectionnés
Graham Henry dévoile sa liste des trente joueurs retenus pour la Coupe du monde de rugby à XV 2011 le 23 août 2011. Daniel Carter est forfait pour le reste de la compétition à la suite d'une blessure aux adducteurs et est remplacé par Aaron Cruden. Blessés lors du quart de finale face à l'Argentine, Mils Muliaina et Colin Slade sont remplacés respectivement par Hosea Gear et Stephen Donald.
| Entraîneur | Entraîneur             | Graham Henry                                                |
| Avants     | Pilier                 | John Afoa, Ben Franks, Owen Franks, Tony Woodcock           |
| Avants     | Talonneur              | Corey Flynn, Andrew Hore, Keven Mealamu                     |
| Avants     | Deuxième ligne         | Anthony Boric, Brad Thorn, Sam Whitelock, Ali Williams      |
| Avants     | Troisième ligne aile   | Victor Vito, Richie McCaw (cap.), Adam Thomson, Kieran Read |
| Avants     | Troisième ligne centre | Jerome Kaino                                                |
| Arrières   | Demi de mêlée          | Jimmy Cowan, Andrew Ellis, Piri Weepu                       |
| Arrières   | Demi d'ouverture       | Daniel Carter, Colin Slade, Aaron Cruden, Stephen Donald    |
| Arrières   | Centre                 | Richard Kahui, Ma'a Nonu, Conrad Smith, Sonny Bill Williams |
| Arrières   | Ailier                 | Israel Dagg, Zac Guildford, Cory Jane, Hosea Gear           |
| Arrières   | Arrière                | Mils Muliaina, Isaia Toeava                                 |

## La coupe du monde

### Phase de poule

#### Les matchs
La Nouvelle-Zélande dispute quatre matchs préliminaires dans la poule A.
| 9 septembre 2011 20 h 30 UTC+12 | Nouvelle-Zélande | 41 – 10 (29 – 3) | Tonga                                                                                  | Eden Park, Auckland 60 214 spectateurs Arbitre : George Clancy |
| 9 septembre 2011 20 h 30 UTC+12 | Essai(s) : Dagg 2 (12e, 29e), Kahui 2 (20e, 33e), Kaino (59e), Nonu (77e) Transformation(s) : Carter 3 (21e, 30e, 34e), Slade (78e) Pénalité(s) : Carter (5e) |                  | Essai(s) : Taumalolo (72e) Transformation(s) : Morath (73e) Pénalité(s) : Morath (41e) | Eden Park, Auckland 60 214 spectateurs Arbitre : George Clancy |
| 9 septembre 2011 20 h 30 UTC+12 | |                  |                                                                                        | Eden Park, Auckland 60 214 spectateurs Arbitre : George Clancy |

| 16 septembre 2011 20 h 00 UTC+12 | Nouvelle-Zélande | 83 – 7 (38 – 0) | Japon                                                       | Waikato Stadium, Hamilton 30 484 spectateurs Arbitre : Nigel Owens |
| 16 septembre 2011 20 h 00 UTC+12 | Essai(s) : Smith (4e), Kahui 2 (16e, 45e), Kaino (22e), Mealamu (30e), Ellis (34e), Slade (36e), Williams 2 (50e, 79e), Toeava (56e), Hore (61e), Nonu (62e), Thomson (76e) Transformation(s) : Slade 9 (4e, 30e, 34e, 36e, 45e, 50e, 56e, 76e, 79e) |                 | Essai(s) : Onozawa (59e) Transformation(s) : Williams (59e) | Waikato Stadium, Hamilton 30 484 spectateurs Arbitre : Nigel Owens |
| 16 septembre 2011 20 h 00 UTC+12 | |                 |                                                             | Waikato Stadium, Hamilton 30 484 spectateurs Arbitre : Nigel Owens |

| 24 septembre 2011 20 h 30 UTC+12 | Nouvelle-Zélande | 37 – 17 (19 – 3) | France | Eden Park, Auckland 60 856 spectateurs Arbitre : Alain Rolland |
| 24 septembre 2011 20 h 30 UTC+12 | Essai(s) : Thomson (11e), Jane (18e), Dagg 2 (23e, 42e), S.B. Williams (77e) Transformation(s) : Carter 3 (19e, 24e, 43e) Pénalité(s) : Carter (48e) Drop(s) : Carter (63e) |                  | Essai(s) : Mermoz (55e), Trinh-Duc (75e) Transformation(s) : Yachvili 2 (56e, 76e) Pénalité(s) : Yachvili (40e) | Eden Park, Auckland 60 856 spectateurs Arbitre : Alain Rolland |
| 24 septembre 2011 20 h 30 UTC+12 | |                  | | Eden Park, Auckland 60 856 spectateurs Arbitre : Alain Rolland |

| 2 octobre 2011 15 h 30 UTC+13 | Nouvelle-Zélande | 79 – 15 (37 – 8) | Canada                                                                                   | Westpac Stadium, Wellington 37 665 spectateurs Arbitre : Romain Poite |
| 2 octobre 2011 15 h 30 UTC+13 | Essai(s) : Guildford 4 (7e, 25e, 35e, 76e), Vito 2 (12e, 80e), Dagg (20e), Muliaina (29e), Cowan (44e), Kaino 2 (52e, 67e), S.B. Williams (59e) Transformation(s) : Slade 4 (7e, 29e, 44e, 52e), Weepu 4 (59e, 67e, 76e, 80e) Pénalité(s) : Slade (16e) |                  | Essai(s) : Trainor 2 (40e, 42e) Transformation(s) : Monro (42e) Pénalité(s) : Monro (3e) | Westpac Stadium, Wellington 37 665 spectateurs Arbitre : Romain Poite |
| 2 octobre 2011 15 h 30 UTC+13 | |                  |                                                                                          | Westpac Stadium, Wellington 37 665 spectateurs Arbitre : Romain Poite |

#### Classement de la poule
La Nouvelle-Zélande termine première de son groupe avec 4 victoires en 4 matchs dont 4 bonus offensifs.
| Rang | Pays             | J | V | N | D | Em | Ee | Bo | Bd | Pm  | Pe  | Diff | Pts |
| ---- | ---------------- | - | - | - | - | -- | -- | -- | -- | --- | --- | ---- | --- |
| 1    | Nouvelle-Zélande | 4 | 4 | 0 | 0 | 36 | 6  | 4  | 0  | 240 | 49  | +191 | 20  |
| 2    | France           | 4 | 2 | 0 | 2 | 13 | 9  | 2  | 1  | 124 | 96  | +28  | 11  |
| 3    | Tonga            | 4 | 2 | 0 | 2 | 7  | 13 | 0  | 1  | 80  | 98  | -18  | 9   |
| 4    | Canada           | 4 | 1 | 1 | 2 | 9  | 20 | 0  | 0  | 82  | 168 | -86  | 6   |
| 5    | Japon            | 4 | 0 | 1 | 3 | 8  | 25 | 0  | 0  | 69  | 184 | -115 | 2   |

### Quart-de-finale
La Nouvelle-Zélande, qualifiée pour les quarts-de-finale, rencontre les Argentins qui ont terminé deuxième de la poule B.
| 9 octobre 20 h 30 UTC+13 | Nouvelle-Zélande | 33 – 10 (12 – 7) | Argentine                                                                                     | Eden Park, Auckland 57 192 spectateurs Arbitre : Nigel Owens |
| 9 octobre 20 h 30 UTC+13 | Essai(s) : Read (67e), Thorn (78e) Transformation(s) : Cruden (79e) Pénalité(s) : Weepu 7 (12e, 25e, 36e, 39e, 49e, 59e, 73e) |                  | Essai(s) : Farias Cabello (31e) Transformation(s) : Contepomi (32e) Pénalité(s) : Bosch (46e) | Eden Park, Auckland 57 192 spectateurs Arbitre : Nigel Owens |
| 9 octobre 20 h 30 UTC+13 | |                  |                                                                                               | Eden Park, Auckland 57 192 spectateurs Arbitre : Nigel Owens |

### Demi-finale
L'Australie affronte la Nouvelle-Zélande en demi-finale. 
(mt :14 - 6 )
Homme du match : Cory Jane 
Points marqués :
- Nouvelle-Zélande : 1 essai de Nonu (6e), 4 pénalités de Weepu (13e, 38e, 43e, 73e) et 1 drop de Cruden (22e)
- Australie : 1 pénalité de O'Connor (16e) et 1 drop de Cooper (32e)

Évolution du score : 5-0, 8-0, 8-3, 11-3, 11-6, 14-6, 17-6, 20-6
Arbitre : Craig Joubert 
Résumé : La Nouvelle-Zélande joue à domicile, elle a remporté tous ses matchs de la compétition, elle présente la meilleure attaque. L'Australie a remporté le Tri-nations 2011, les deux demi-finales contre les All Blacks en 1991 et 2003. La Nouvelle-Zélande inscrit rapidement un essai par Ma'a Nonu et six points au pied par Piri Weepu pour avoir un avantage au score de 14-6. Quade Cooper et David Pocock ne parviennent pas à inverser le cours du match, les All Blacks l'emportent pour disputer une troisième finale après 1987 et 1995.
| Nouvelle-Zélande · Titulaires · Israel Dagg 15 · Cory Jane 14 · Conrad Smith 13 · 6e 74e Ma'a Nonu 12 · Richard Kahui 11 · Aaron Cruden 10 · 56e 70e Piri Weepu 9 · Kieran Read 8 · Richie McCaw 7 · Jerome Kaino 6 · Brad Thorn 5 · 56e Sam Whitelock 4 · Owen Franks 3 · 63e Keven Mealamu 2 · Tony Woodcock 1 · Remplaçants · Andrew Hore 16 · Ben Franks 17 · 56e Ali Williams 18 · Victor Vito 19 · 56e 70e Andrew Ellis 20 · Stephen Donald 21 · 74e 76e à 86e Sonny Bill Williams 22 · Entraîneur · Graham Henry |  | Australie · Titulaires · 15 Adam Ashley-Cooper · 14 James O'Connor · 13 Anthony Faingaa 62e · 12 Pat McCabe 34e 40e 48e · 11 Digby Ioane · 10 Quade Cooper · 9 Will Genia · 8 Radike Samo 60e · 7 David Pocock · 6 Rocky Elsom · 5 James Horwill · 4 Dan Vickerman 60e 27e 34e · 3 Ben Alexander · 2 Stephen Moore 66e · 1 Sekope Kepu 21e · Remplaçants · 16 Tatafu Polota-Nau 66e · 17 James Slipper 21e · 18 Rob Simmons 25e 27e 60e · 19 Ben McCalman 60e · 20 Luke Burgess · 21 Berrick Barnes 34e 40e 48e · 22 Rob Horne 62e · Entraîneur · Robbie Deans |

### Finale
Résumé
D'emblée, les Français mettent la pression aux All Blacks. Dans les trois premières minutes, ils offrent une séquence de 12 temps de jeu. Par la suite, les débats s'équilibrent mais le match reste d'une rare intensité, les joueurs faisant preuve d'un fort engagement. Si bien que Morgan Parra doit sortir sur saignement, remplacé par François Trinh-Duc (12e). Durant le premier quart d'heure, les Néo-Zélandais ont donc de quoi douter mais à la 15e minute, sur un alignement en touche à 5 mètres de la ligne française, une combinaison entre Jerome Kaino et Tony Woodcock amène ce dernier à inscrire le premier essai de la partie. Piri Weepu rate cependant la transformation (0-5). Les All Blacks prennent le score et dominent dès lors les débats. Ainsi, après le retour de Parra (18e), les Bleus sont pénalisés en mêlée (19e). Puis, à la 23e minute, Parra, tout juste rentré, subit un nouveau tampon. Victime de ce qui s’avérera être une fracture du plancher orbitaire droit, il cède définitivement sa place à Trinh-duc, qui n'a plus été titulaire depuis plus d'un mois, un nouveau coup dur pour l'équipe de France qui concède alors cinq pénalités au sol. Sur les six pénalités concédées aux Néo-Zélandais durant cette mi-temps, deux auront été tentées directement. La France bénéficie du manque de réussite de Weepu qui n'en passe aucune. Les quatre autres servent à investir le camp français mais les Bleus résistent bien aux assauts néo-zélandais. Le combat est toujours aussi intense et c'est au tour des All Blacks de perdre leur ouvreur Aaron Cruden, touché au genou droit et remplacé par Stephen Donald. Le score reste 0-5 à la mi-temps.
Le début de deuxième mi-temps est également dominé par les All Blacks. À la 45e minute, une faute française au sol offre une nouvelle pénalité aux locaux. Weepu ayant raté ses trois tentatives, Donald s'en charge, avec succès (0-8). Les Bleus perdent ensuite leur ailier Vincent Clerc (46e). Maxime Médard prend sa place à l'aile et Damien Traille rentre à l'arrière. La domination néo-zélandaise s’accroît encore et les Français concèdent quatre nouvelles pénalités en dix minutes : les All Blacks campent dans la moitié de terrain française. Cependant, les Bleus compensent leur indiscipline par leur engagement, à l'image de leur capitaine Thierry Dusautoir qui administre 21 placages au cours de cette finale. Sur un temps fort des Bleus, il inscrit un essai sous les poteaux à la 57e, transformé par Trinh-Duc (7-8). Cet essai semble faire douter les joueurs All Blacks, à l'image de Weepu qui rate le coup de pied de renvoi en l'envoyant directement en touche. Les Néo-Zélandais connaissent alors une période stérile. Mais cela n'atténue pas leur domination pour autant. Trois minutes plus tard, les Français sont à nouveau pénalisés en mêlée et les All Blacks reviennent dans le camp adverse. 
Finalement, la Nouvelle-Zélande s'impose 8 à 7 au terme d'un match âprement disputé où les décisions du corps arbitral pourraient avoir pesé.
| 23 octobre 21 h 00 UTC+13 | France | 7 – 8 (0 – 5) | Nouvelle-Zélande | Eden Park, Auckland |
| 23 octobre 21 h 00 UTC+13 |        |               |                  | Eden Park, Auckland |
| 23 octobre 21 h 00 UTC+13 |        |               |                  | Eden Park, Auckland |